# 213省道 (福建省)
213省道，是中国福建省省道之一，起于福州市闽清县云龙乡，途经福州市永泰县，莆田市仙游县，泉州市洛江区、南安市，厦门市同安区，终于厦门市翔安区新店镇，是福州、泉州、莆田和厦门四市的重要通道。其中，闽清至永泰红星乡段长约40公里，与211省道的红星乡至南日岛（规划）段合称联一线；永泰红星乡至翔安新店镇段长约265公里，与211省道闽侯至红星乡段合称纵三线。